# Hamlet (Indiana)
Hamlet – miasto w Stanach Zjednoczonych, w stanie Indiana, w hrabstwie Starke.